# Jan Hermelink

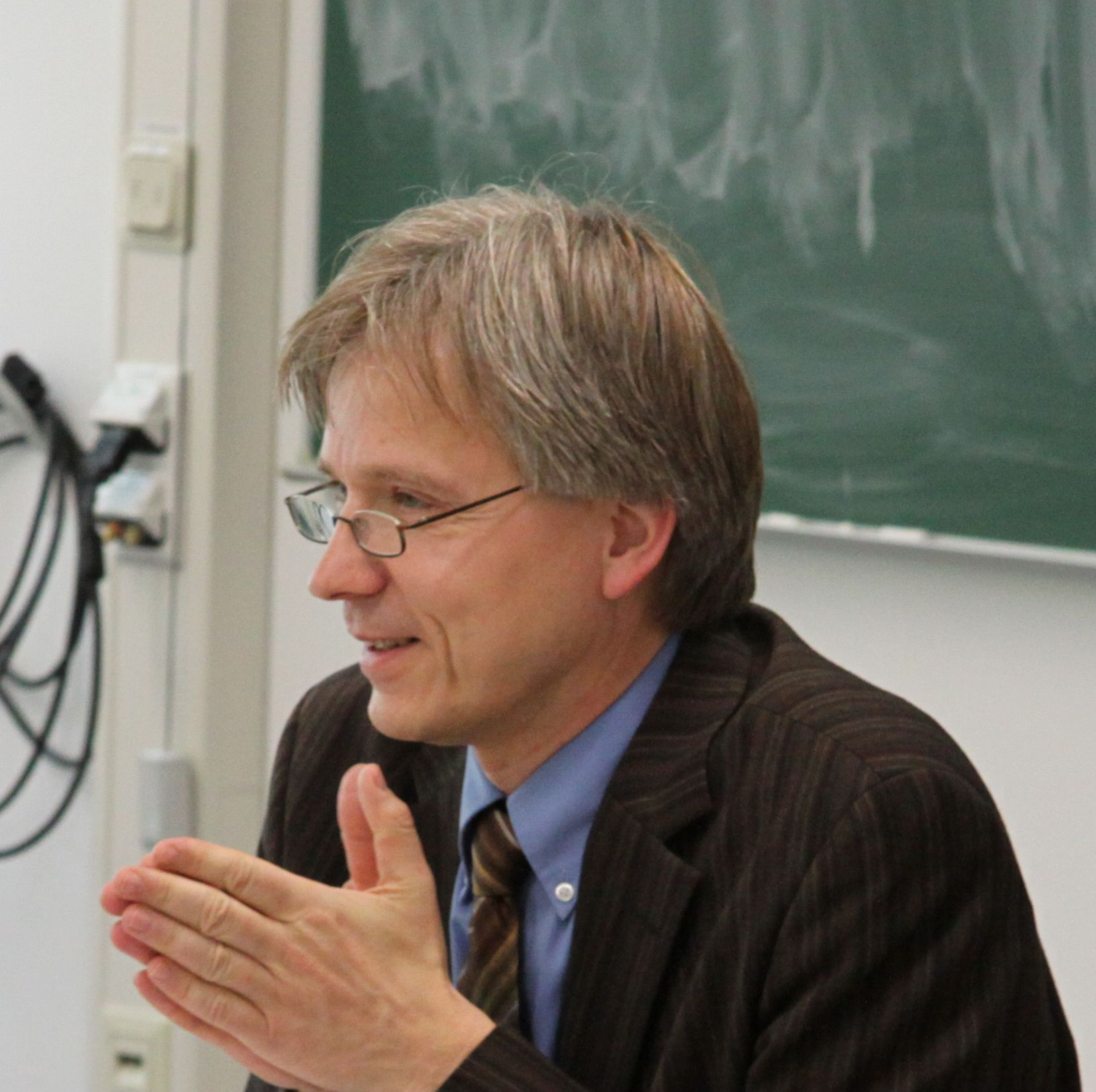
Jan Hermelink

Jan Hermelink (* 19. Juni 1958 in Bonn) ist ein deutscher evangelischer Theologe.

## Leben
Nach dem Studium in Heidelberg, Hamburg und an der Freien Universität Berlin war Hermelink von 1987 bis 1989 Assistent an der Kirchlichen Hochschule Berlin-Zehlendorf. Nach der Promotion zum Dr. theol. (1990) wurde er 1991 an der Berliner Marienkirche ordiniert. Von 1992 bis 1993 arbeitete er als Dozent am Predigerseminar der Evangelischen Kirche Berlin-Brandenburg-schlesische Oberlausitz in Brandenburg an der Havel, anschließend ging er als Wissenschaftlicher Assistent für Praktische Theologie an die Martin-Luther-Universität Halle, wo er sich 1999 mit einer Arbeit über die Praktische Theologie der Kirchenmitgliedschaft habilitierte. Seit 2001 ist er ordentlicher Professor für Praktische Theologie und Pastoraltheologie an der Georg-August-Universität Göttingen. Zum 1. April 2009 übernahm er das Dekanat der Theologischen Fakultät.
Zu seinen Forschungsschwerpunkten zählen Homiletik, Liturgik und Kirchentheorie (Kybernetik). Er ist Herausgeber der Fachzeitschrift Praktische Theologie und der Publikationsreihe Arbeiten zur Praktischen Theologie sowie Mitherausgeber der Zeitschrift für evangelisches Kirchenrecht.
Sein Großvater ist der Kirchenhistoriker Heinrich Hermelink.